# 姥堂
姥堂（うばどう）は、愛知県名古屋市熱田区伝馬二丁目にある時宗の寺院。

## 概略
時宗四条派・円福寺の末寺で、延文3年（1358年）法順上人と厳阿上人の創建と伝わる。かつては精進川に掛かる旧東海道の裁断橋西南角の畔にあって、川を三途の川に見立てて奪衣婆を本尊とし、これは熱田神宮の涙ヶ池のそばにあったものを移したものだったという。天正年間に火災で寺の縁起などを焼失したが、慶長10年（1605年）に再建。明治維新前の一時期、寺号を善立寺としたが後に復した。
1945年（昭和20年）の熱田空襲で奪衣婆像を含めて全山を焼失して戦後に再建されたが、現在の建物は1993年（平成5年）に再度建て直されたもの。入口には裁断橋のかつての様子が再現されており、「都々逸発祥の地」の石碑も建つ。

## 交通アクセス
- 名古屋市営地下鉄名城線熱田神宮伝馬町駅より徒歩約2分。
- 名鉄名古屋本線・常滑線神宮前駅より徒歩約8分。
- JR東海道本線熱田駅より徒歩約12分。
- 円福寺から南西に徒歩3分。